# 나사우의 소피아
나사우의 소피아(스웨덴어: Sofia av Nassau, 1836년 7월 19일 ~ 1913년 12월 30일)는 나사우 공작 빌헬름과 그의 두 번째 부인인 뷔르템베르크의 파울리네의 막내딸로 태어났다. 그녀는 오스카르 1세의 아들이자 칼 15세의 동생인 오스카르 왕자와 결혼했으며, 오스카르 왕자가 형의 뒤를 이어 오스카르 2세로 즉위한후 스웨덴의 왕비가 되었다.

## 가족 관계
소피아는 나사우의 공작인 빌헬름과 그의 두 번째 부인인 뷔르템베르크의 파울리네의 막내 딸이었다. 나사우 공작 빌헬름은 원래 나사우 백작가문의 분가중 하나였던 나사우-바일부르크 공이었다. 하지만 나사우-바일부르크 공령이 독립된 군주령으로 인정받지 못하고, 또 빌헬름이 나머지 독일쪽 나사우 가문의 영지를 다 물려받게 되면서 나사우 공작으로 칭한다.
소피아의 이복 오빠인 아돌프는 후에 네덜란드로부터 룩셈부르크를 얻어 룩셈부르크 대공이 된다. 소피아의 언니였던 테레제는 올덴부르크의 대공비가 된다. 또 다른 이복언니인 마리는 비트공과 결혼했으며 후에 딸인 엘리자베트는 루마니아의 왕비가 되었다. 친언니였던 헬레네는 발덱-피르몬트의 공비가 되었는데 헬레네의 딸들은 네덜란드의 왕비,영국의 공작부인, 뷔르템베르크의 왕위계승자 부인이 되었다. 소피아의 오빠인 나사우의 니콜라우스 빌헬름은 러시아의 시인인 알렉산드르 푸시킨의 딸 나탈리야 알렉산드로브나 푸쉬키나와 귀천 상혼했으며, 니콜라우스의 자녀들은 메렌베르크 백작/백작영애가 된다. 그리고 나사우의 니콜라우스와 메렌베르크 백작 부인의 딸인 소피아는 러시아의 니콜라이 1세의 손자였던 미하일 미하일로비치 대공과 결혼해서 토르비 백작부인이 되었다. 토르비 백작 부인의 자녀들 중 딸들인 아나스타샤 데 토르비와 나데이다 데 토르비는 영국의 귀족들과 결혼했다.

## 생애
소피아는 막내로 태어났으며, 성인이 되기전 아버지를 잃었다. 오빠의 보호아래서 성장했으며, 언니인 비트 공비와도 잠시 함께 지내기도 했다. 1857년 6월 6일 스웨덴의 오스카르 1세의 셋째아들인 오스카르 왕자와 결혼했다. 그녀가 결혼할 당시 이미 왕태자 부부에게서 더 이상의 남성 후계자를 기대하기 힘들었기에 소피아와 오스카르는 왕위계승자처럼 대접받았다. 칼 15세의 사망후, 오스카르 2세가 즉위한후 소피아도 스웨덴과 노르웨이의 왕비가 되었다.
소피아는 빅토리아 시대의 도덕률을 좋아했으며, 다른 스웨덴 왕비들처럼 자선 사업에 열정을 쏟았다. 그리고 노르웨이를 사랑해서 노르웨이가 스웨덴으로부터 독립할 때 평화적으로 독립할 수 있도록 남편과 아들에게 영향력을 행사했다고 전해진다.

## 자녀
오스카르 2세 사이에서 네 명의 아들을 두었다. 
- 구스타프 5세(1858–1950): 스웨덴의 국왕, 바덴의 빅토리아와 결혼
- 오스카르 베르나도테(1859–1953): 형수의 시녀였던 에바 뭉크와 귀천상혼
- 베스테르예틀란드 공작 칼 왕자(1861–1951): 덴마크 공주 잉에보리와 결혼
- 네르케 공작 유셴 왕자(1865–1947): 미혼